# Burg Sadowara
Die Burg Sadowara (japanisch 佐土原城, Sadowara-jō) befindet sich in Sadowara (heute Teil der Stadt Miyazaki) in der Präfektur Miyazaki. In der Edo-Zeit residierte dort ein Zweig der Shimazu als Tozama-Daimyō.

## Geschichte

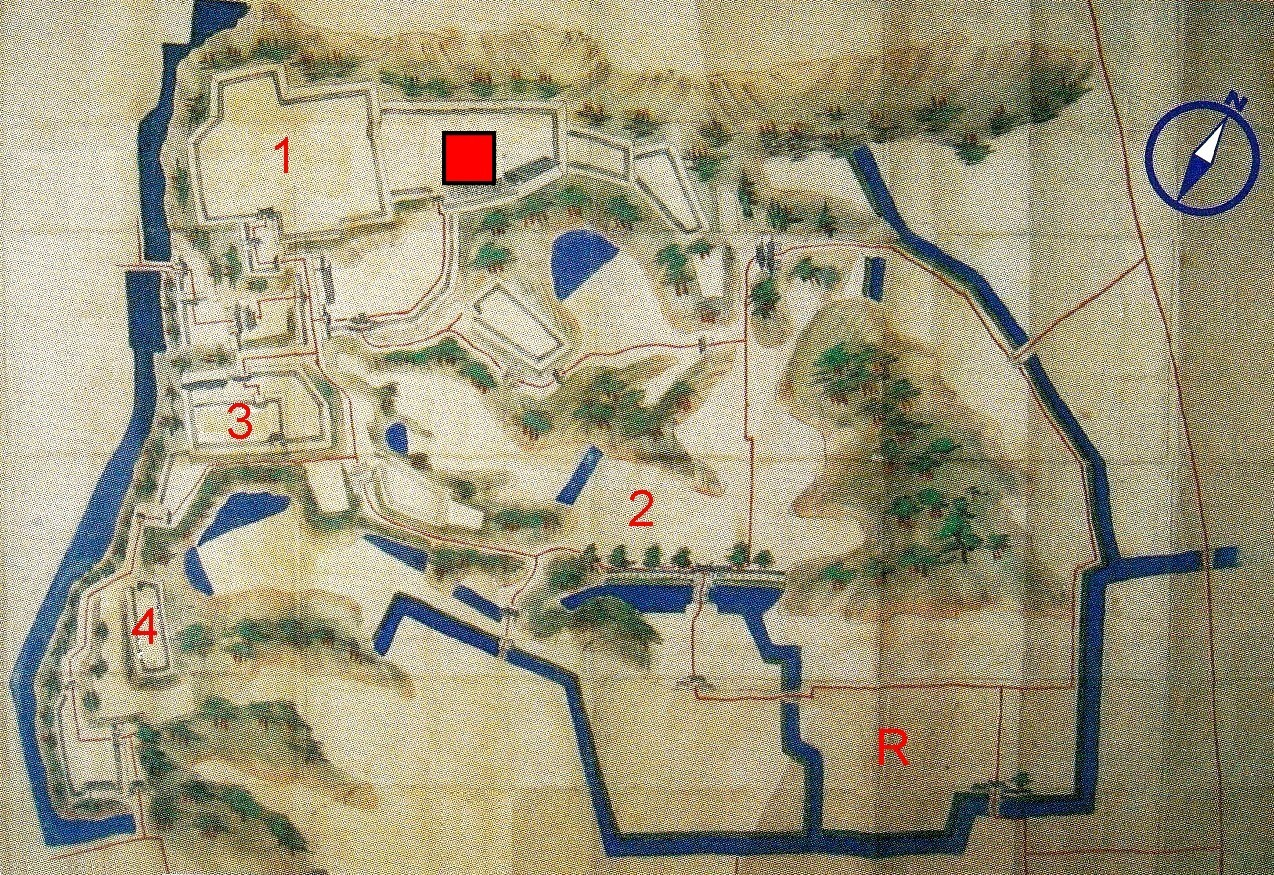
Plan der Burg

Die Burg Sadogawa liegt südlich des Flusses Hitotsuzegawa (一ツ瀬川) als Niederungsburg mit einem höher gelegenen Bereich. Es ist nicht bekannt, wann die Burg angelegt worden ist, vielleicht in der Semmu-Ära (1334–1336) durch die zum Itō-Klan (伊東) gehörenden Tajima (田島家). 1536  kam Itō Yoshisuke (伊東義祐; 1512–1585) von der Burg Tonokōri (都於郡城) hierher, musste aber, als die Burg im folgenden Jahr abbrannte, für einige Zeit auf die Burg Miyazaki (宮崎城) umziehen. Yoshisuke unternahm um 1542 eine grundlegende Ausbesserung der Burg und regierte zeitweilig über die ganze Provinz Hyūga, musste sich aber 1577 den Tajima geschlagen geben und flüchtete nach Bungo.
Shimazu Iehisa (島津家久; 1547–1587), jüngerer Bruder von Shimazu Yoshihisa (島津義久; 1533–1611), übernahm nun die Burg. 1587 wurde nach der Befriedung Kyūshūs durch Toyotomi Hideyoshi dann Shimazu Toyohisa (島津豊久; 1570–1600), Iehisas Sohn, Burgherr. Toyohisa fiel 1600 in der Schlacht von Sekigahara, die Burg wurde zeitweilig von den Tokugawa übernommen, die einen Verwalter entsandten. 1603 konnte Shimazu Yukihisa (島津征久; 1550–1610), von Ōsumitarumizu (大隅垂水) kommend, die Burg übernehmen. 1625 folgte Shimazu Tadaoki (島津忠興; 1599–1637). Er riss den auf der Anhöhe gelegenen Burgturm (天守閣, Tenshukaku, rotes Quadrat) und weitere Anlagen ab und baute eine neue Residenz am Nordost-Rand der Anhöhe.
1869 verlegte Shimazu Tadahiro (島津忠寛; 1828–1896) die Verwaltung des Han nach Hirose (広瀬) und gab im folgenden Jahr die Burg auf. – Auf Grund von Ausgrabungen wurde 1993 die Residenz mit dem Eingangsbereich, dem Empfangssaal (大広間), dem privaten Bereich des Fürsten, dem Shoin (書院), dem Garten, dem oberen Tor und den Erdwällen, den Gräben wieder hergestellt. Das Gebäude dient auch als Museum zur Geschichte der Burg (土佐原城址歴史資料館, Tosawarajō-ato rekishi shiryōkan). Auf der Anhöhe ist die dortige Burganlage mit Erdwällen und wasserlosen Gräben erhalten.

## Die Anlage
Die im 15. Jahrhundert angelegte Burg zeigt den Stil der damaligen Zeit: Die Burg war zwar an drei  Seiten durch Erdwälle und Gräben geschützt, die einzelnen Burgbereich waren über das Gelände verstreut, nur durch trockene Gräben getrennt angelegt. Auf dem Plan der Burg ist der zentrale Bereich, das Hommaru (本丸), gekennzeichnet mit 1, der zweite Burgbereich  Ni-no-maru (二の丸) mit 2, die Vorburg Minami-no-jō (南の城) mit 3, die weitere Vorburg Matsuomaru (松尾丸) mit 4. R gibt die ungefähre Lage der Residenz (御殿, Goten) wieder. Als Anfang des 17. Jahrhunderts die Residenz unten neu angelegt wurde, verfiel die eigentliche Burg. Heute ist davon kaum etwas zu erkennen.